# Conacul Caradja din Grumăzești

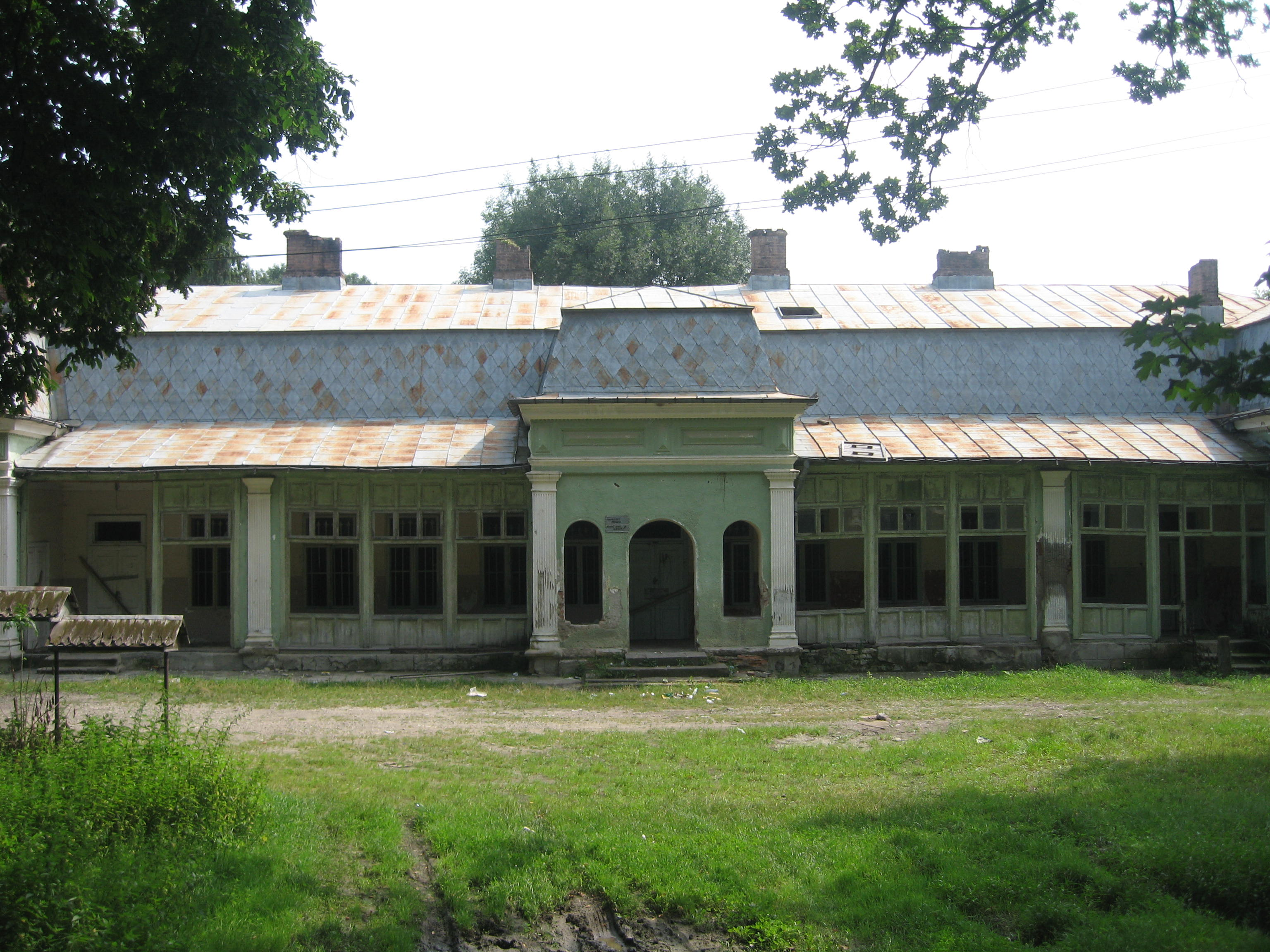
Conacul Caradja din Grumăzești

Conacul Caradja din Grumăzești este un conac care a fost construit între anii 1890-1895 de principele Aristide Caradja (1861-1955), savant entomolog român, pe moșia sa din satul Grumăzești (județul Neamț). Este înscris pe lista monumentelor istorice din județul Neamț, cu cod LMI NT-IV-m-B-10762.

## Scurt istoric
Conacul Caradja din Grumăzești a fost construit între anii 1890-1895. El a fost construit de principele Aristide Caradja pe domeniul moștenit de el de la părinți. Principele sosise în România în 1887, după ce urmase studii în Germania și Franța.
Casa are un singur nivel, cu o terasă largă în fața unui salon mare, din care se deschid intrările în celelalte încăperi. În jurul conacului a fost amenajat un mic parc dendrologic  constituit din arbori seculari de stejar, frasin, carpen, castan, tei, dar și alte specii rare de arbori și arbuști aduși din întreaga lume.
În acest conac a locuit o lungă perioadă marele entomolog și membru al Academiei Române, Aristide Caradja (1861-1955). Aici a studiat și a colecționat vestita sa colecție de fluturi (având peste 110.000 de exemplare).
În primăvara anului 1944, principele Aristide Caradja a depus spre păstrare colecția sa de lepidoptere Muzeul Național de Istorie Naturală „Grigore Antipa” din București. Dulapurile conținând cutii etanșe, cu fețe din sticlă, și biblioteca marelui savant au ajuns la București la 14 iunie 1944 pe un afet de tun, din ordinul direct al ministrului apărării naționale, generalul Constantin Pantazi, care a răspuns insistentelor solicitări ale profesorului Constantin Motăș. Această colecție cuprindea exemplare de lepidoptere capturate atât în România, cât și în China, India, America Centrală și de Sud. Intrarea armatei sovietice în România a dus la instalarea în conac a unui spital de campanie. În acei ani, soldații ruși au cărat cu sacul cărțile de colecție.
După război, de conac s-a îngrijit principele Ionel Caradja. Acesta a fost forțat sa fuga cu familia sa în 1949, lăsându-l să se ocupe de imobil pe finul său de cununie, Costică Arnăutu din Săcălușești, finul lui de cununie. În acei ani a început să se fure tot ce mai rămăsese la conac.
După instaurarea regimului comunist în România, în conacul Caradja a funcționat Primăria, Poliția, Casa de Nașteri, Biblioteca sau Poșta, iar clădirea a fost întreținută. După răsturnarea regimului comunist, începând din 1990, conacul și parcul dendrologic au fost revendicate în instanță de urmașii principelui Caradja, stabiliți în Germania. Astfel, instituțiile care funcționau în conac s-au mutat în alte clădiri, iar conacul a început să se degradeze. Primăria comunei Grumăzești a evitat să aloce fonduri pentru reparații, în condițiile în care situația juridică a imobilului era neclară. Astfel, acoperișul s-a găurit, tavanele din unele camere s-au prăbușit, ferestrele au fost sparte, iar dușumelele au început să putrezească.
În anul 2001, domeniul Caradja din Grumăzești a fost retrocedat celor trei moștenitori ai princepelui. Cei trei moștenitori nu s-au înțeles între ei, iar în acest timp conacul a continuat să se degradeze.
În fața conacului se află în prezent un bust al savantului Aristide Caradja.

## Imagini

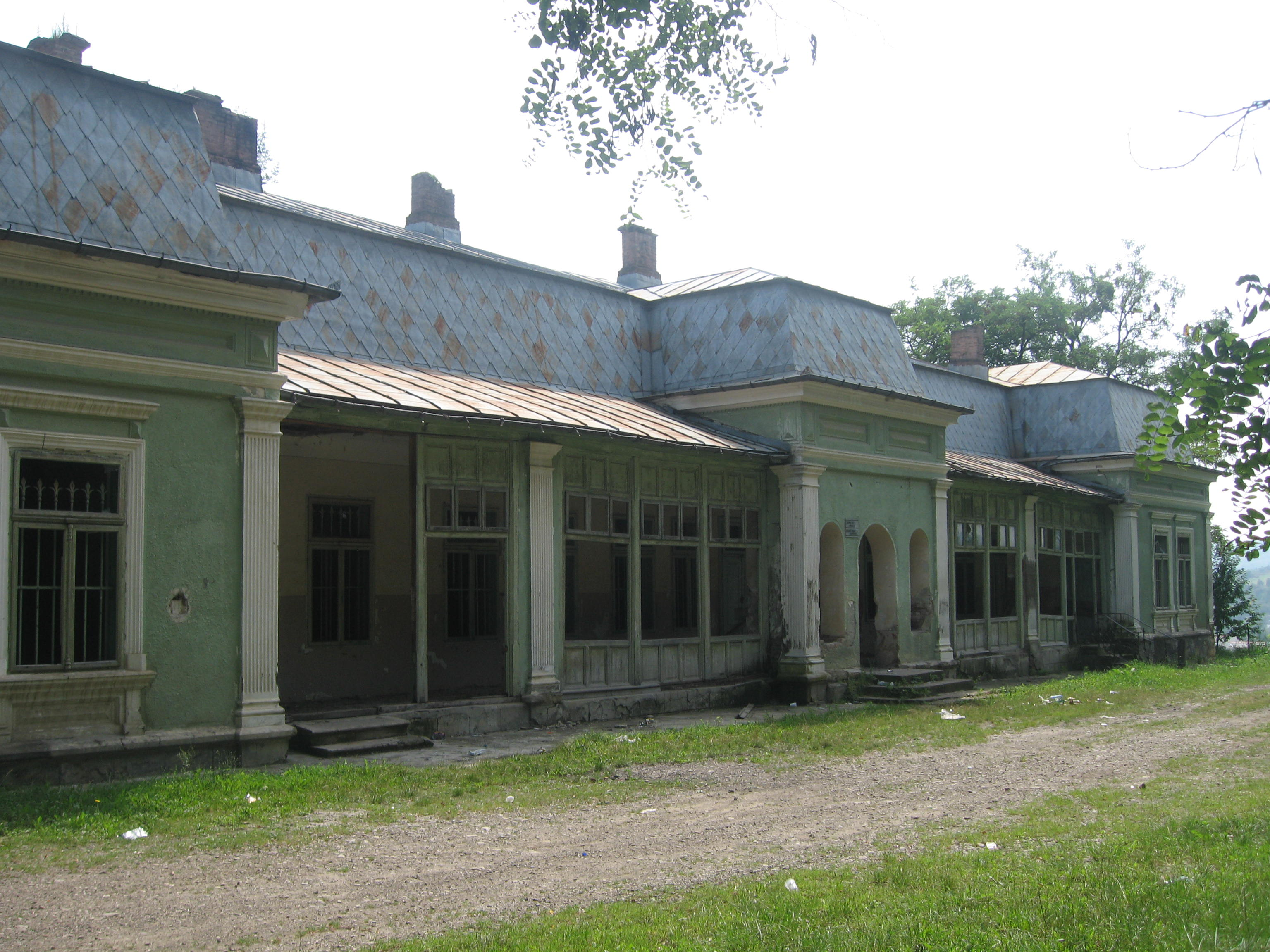
Conacul Caradja din Grumăzești
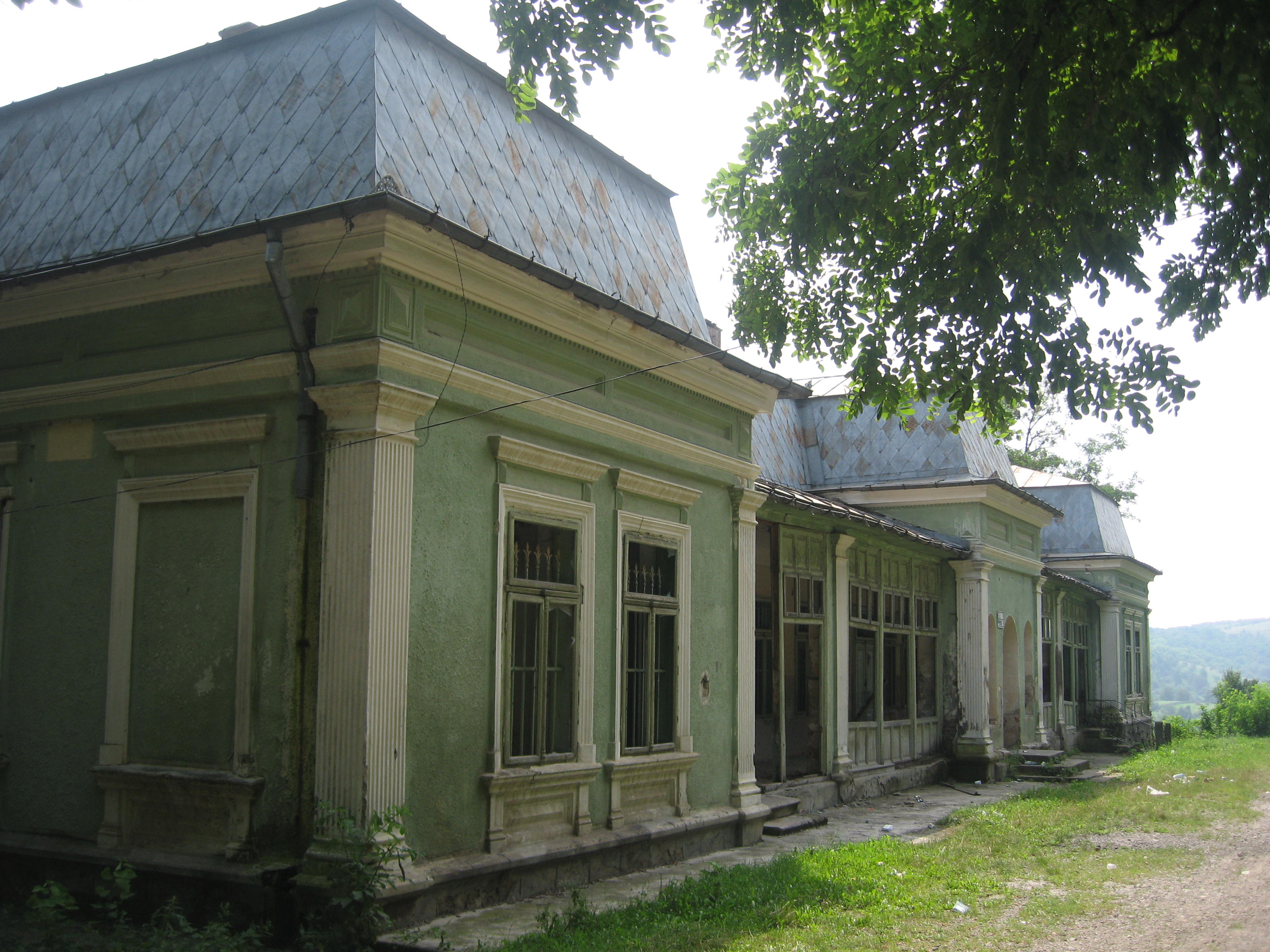
Conacul Caradja din Grumăzești
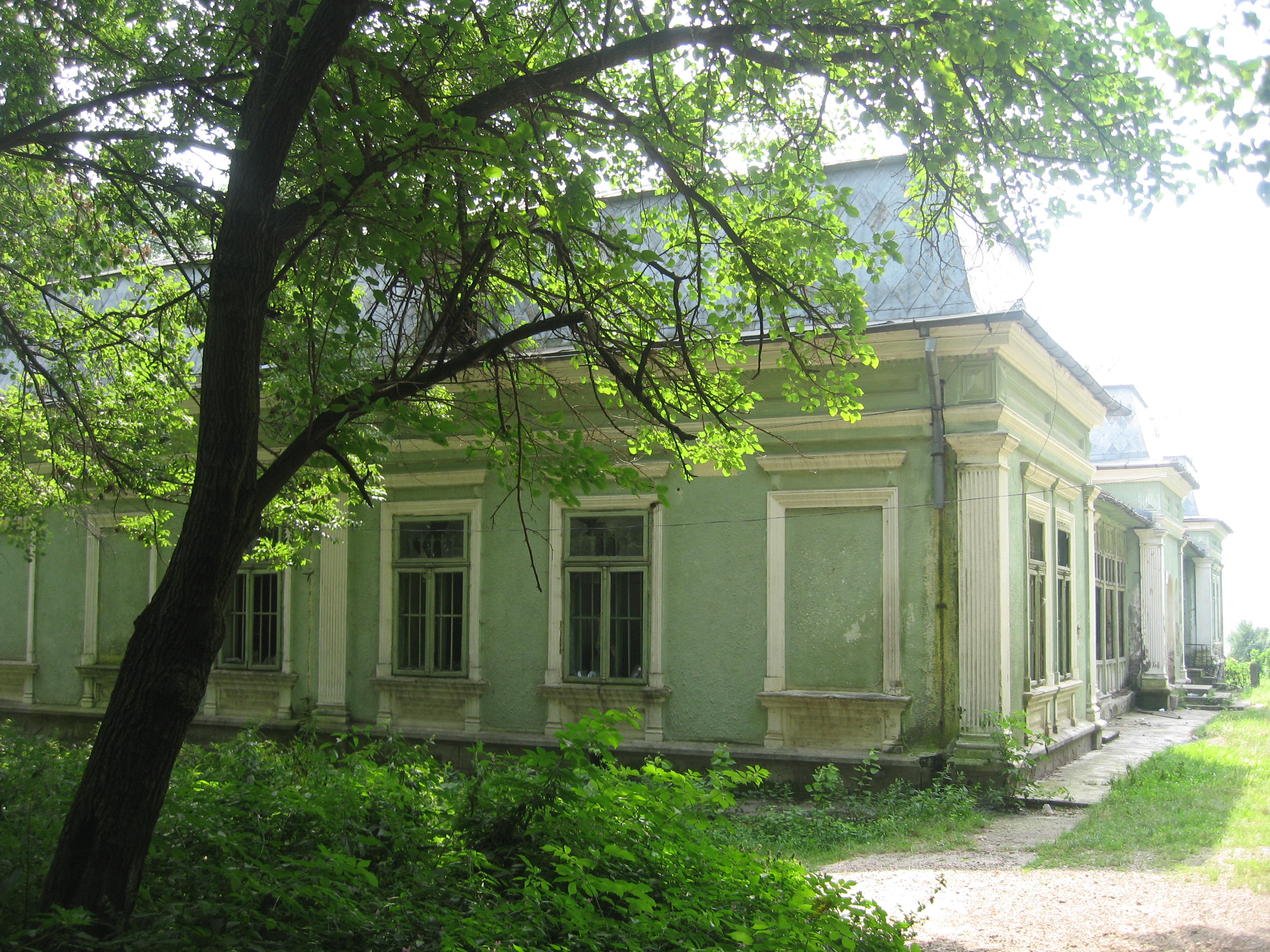
Conacul Caradja din Grumăzești
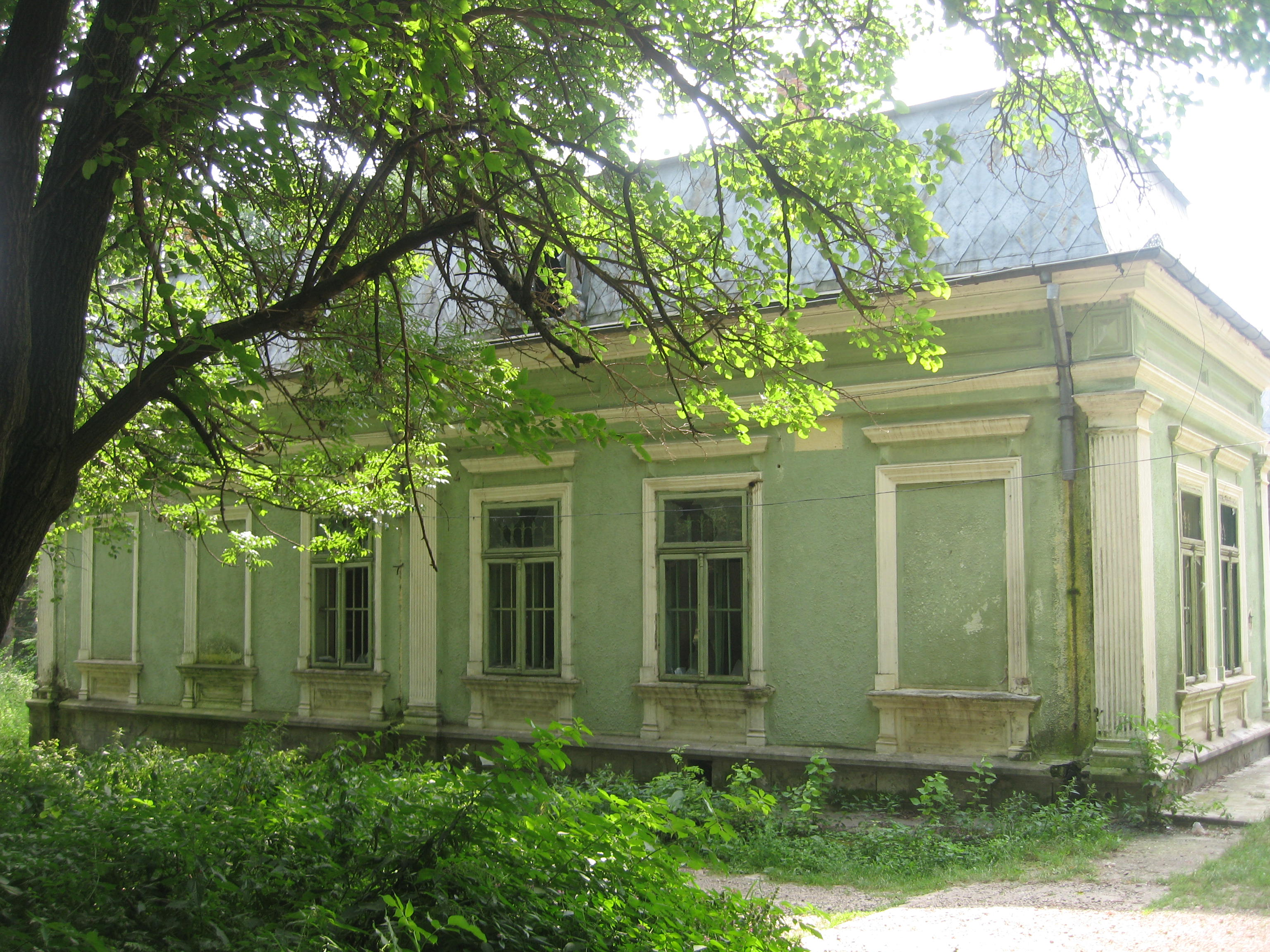
Conacul Caradja din Grumăzești
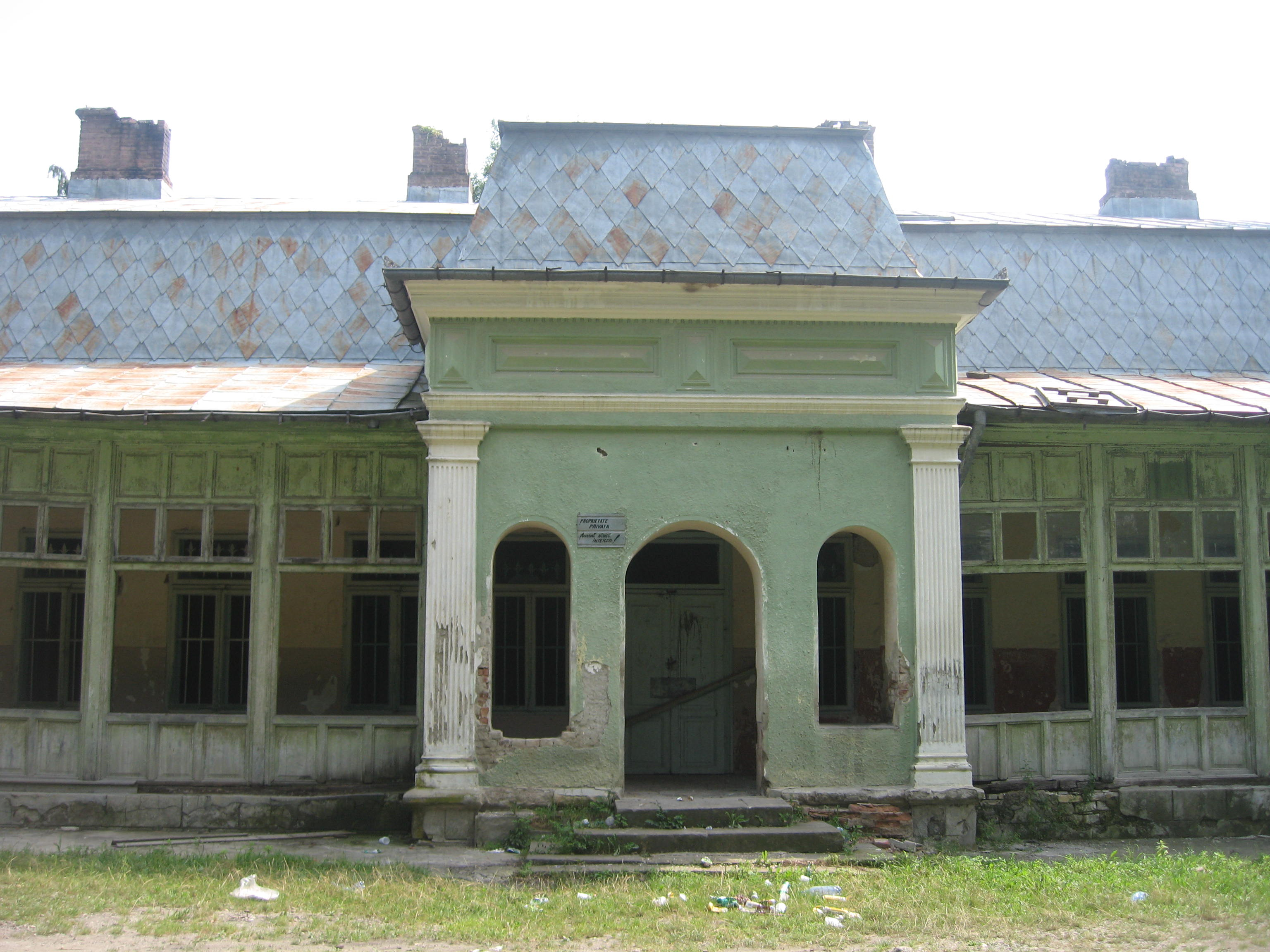
Conacul Caradja din Grumăzești
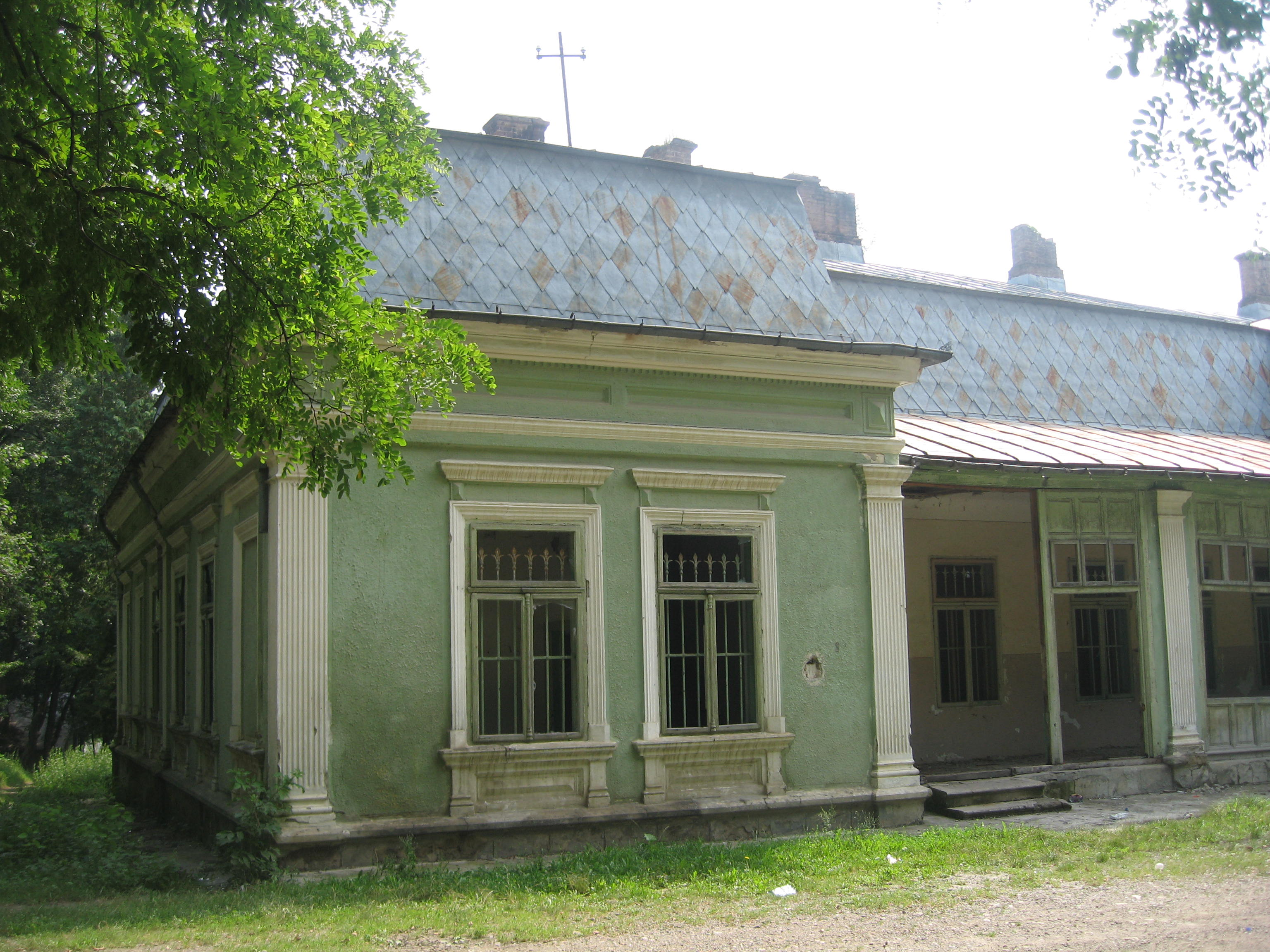
Conacul Caradja din Grumăzești
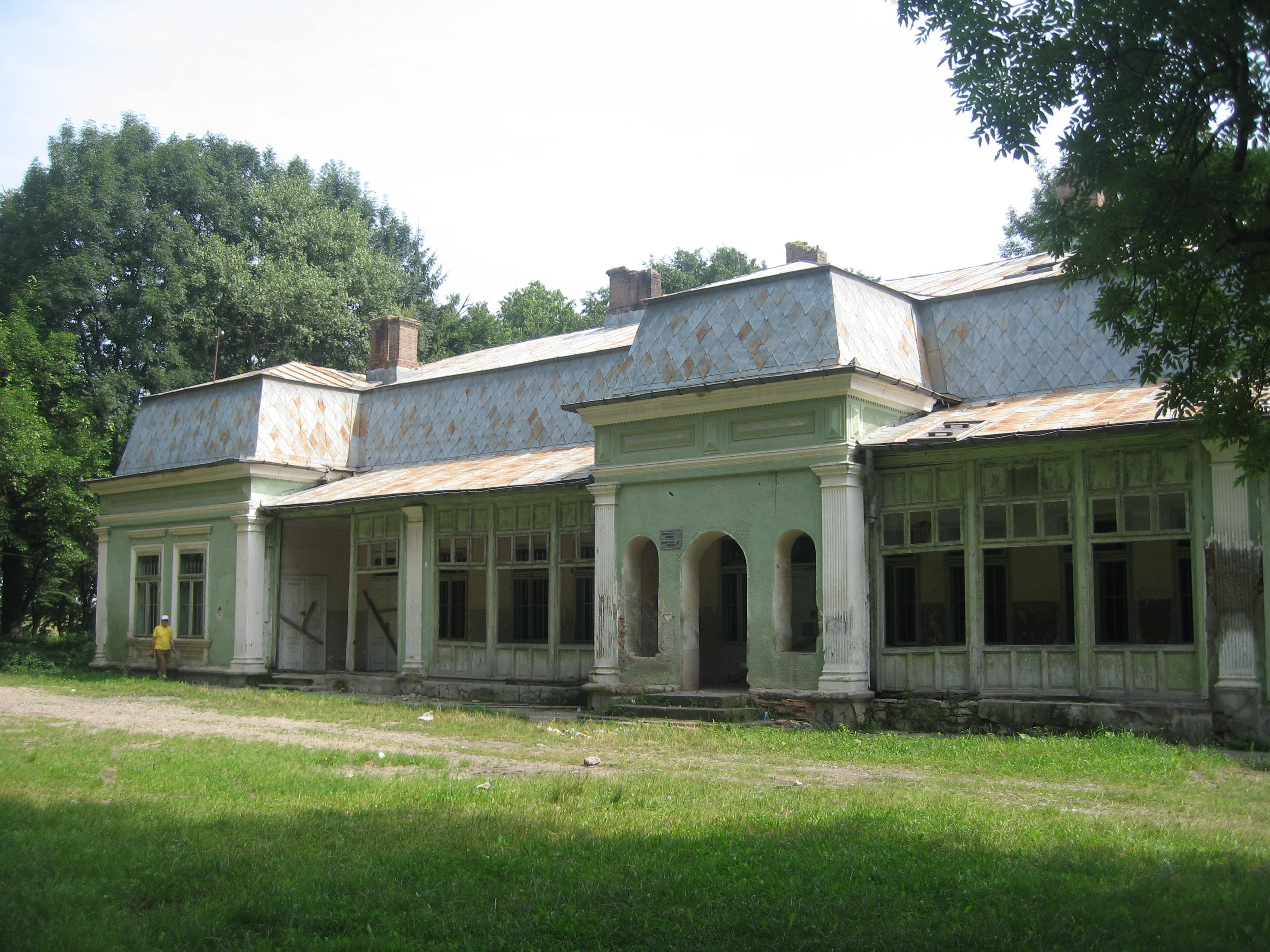
Conacul Caradja din Grumăzești
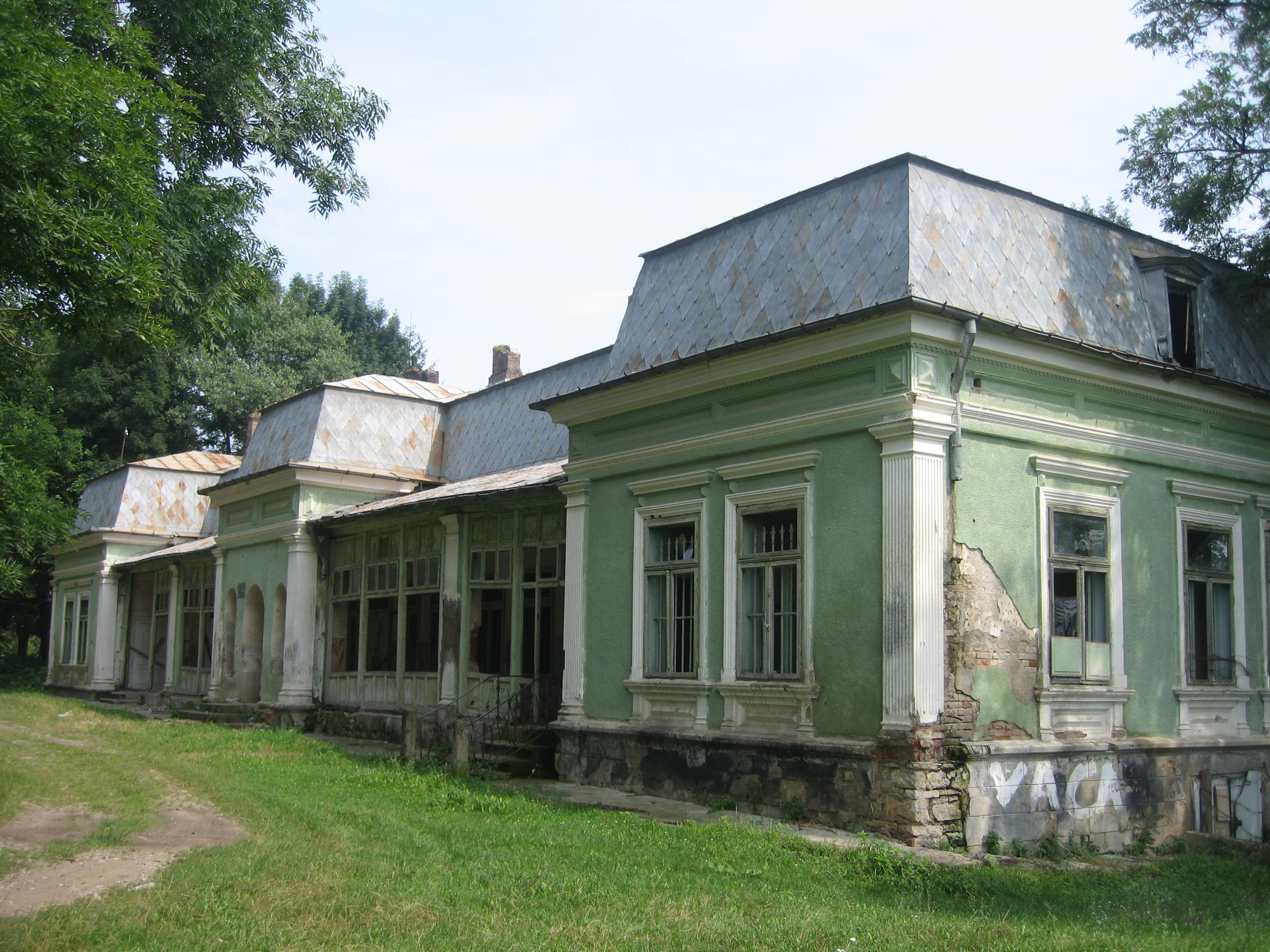
Conacul Caradja din Grumăzești